# Чо Син Йон
Чо Син Йон (кор. 조승연, нар. 5 серпня 1996, Сеул, Південна Корея) також відомий як WOODZ — південнокорейський співак, репер, автор пісень, музичний продюсер та учасник корейсько-китайського гурту Uniq, колишній учасник проєктної чоловічого гурту X1. В якості сольного виконавця він виступає під ім'ям WOODZ (раніше Luizy). 29 червня 2020 року дебютував як сольний виконавець з мініальбомом Equal. 

## Життєпис

### Ранні роки
Чо Синйон народився 5 серпня 1996 року у Сеулі, Південна Корея.

### Початок кар'єри
Після закінчення середньої школи Син Йон поїхав в Сан-Паулу (Бразилія) на два роки, щоб тренуватися і стати професійним футболістом. Син Йона взяли в команду «Sport Club Corinthians Paulista Junior Team», а потім і в збірну Бразилії з футболу у віці до 17 років.
Одного разу він пішов зі своїми друзями в караоке, де всі розкритикували його спів і сказали, що він ніколи не може стати співаком. Після цього він став старанно практикувати свій вокал і займатися танцями. Незабаром вирішив кинути футбол і повернутися в Корею.
Вступив в старшу школу Hanlim Multi Art School, де навчався разом з Пак Джі Мін (JYP Entertainment) і Кіно (Pentagon).
Пройшов прослуховування в YG Entertainment і якийсь час був стажистом.

### Дебют з UNIQ, X1 та сольна діяльність
Підписав контракт з Yuehua Entertainment, після чого дебютував в 2014 році в гурті UNIQ.
У 2015 році став учасників гурту M.O.L.A. Ця група не була схожа ні на одну існуючу, так як нею не керувало агентство.
Брав участь в Show Me The Money 5 і дійшов до третього раунду.
29 липня 2016 року Синйон дебютував в якості сольного виконавця під ім'ям Luizy зі своїм першим цифровим синглом «Recipe» у співпраці з Flowsik.
14 серпня 2016 року Luizy випустив два нових цифрових синглу «Baby Ride» і «Eating Alone» за участю Їм Хьоншика (BtoB).
2018 році Yuehua Entertainment повідомили, що з цього часу Син Йон буде просуватися під ім'ям WOODZ.
У 2019 Син Йон взяв участь в шоу на виживання Mnet Produce X 101. Він зайняв п'яте місце, потрапивши до складу X1. Гурт дебютував 27 серпня 2019 року зі мініальбомом 비상: Quantum Leap.
Однак, 6 січня 2020 X1 були розпущені після того, як агентства, що представляють учасників, не змогли прийти до згоди щодо її діяльності після скандалу з маніпулюванням голосами на Produce 101.

## Дискографія

### Мініальбоми
| Назва            | Деталі альблму | Пікові позиції у чартах | Продажі                   |
| Назва            | Деталі альблму | KOR                     | Продажі                   |
| ---------------- | --- | ----------------------- | ------------------------- |
| Equal            | - Реліз: 29 червня 2020 - Лейбл: Yuehua Entertainment - Формат: CD, цифрове завантаження Трек-лист 1. «Lift Up» 2. «Accident» 3. «Love Me Harder» (파랗게) 4. «Noid» 5. «Waikiki» (feat. Colde) 6. «Buck» (feat. Punchnello) 7. «Memories» (주마등) | 4                       | - Південна Корея: 149,560 |
| Woops!           | - Реліз: 17 листопада 2020 - Лейбл: Yuehua Entertainment - Формат: CD, цифрове завантаження Трек-лист 1. «Trigger» (방아쇠) 2. «Bump Bump» 3. «On My Own» (내 맘대로) 4. «Thanks To» 5. «Sweater» (feat. Jamie) 6. «Tide»                           | 2                       | - Південна Корея: 100,831 |
| Only Lovers Left | - Реліз: 5 жовтня 2021 - Лейбл: Yuehua Entertainment - Формат: CD, цифрове завантаження Трек-лист 1. «Multiply» 2. «Thinkin Bout You» 3. «Sour Candy» 4. «Kiss of Fire» 5. «Chaser» 6. «Waiting»                                                    | 4                       | - Південна Корея: 52,500  |
| Colorful Trauma  | - Реліз: 4 травня 2022 - Лейбл: Yuehua Entertainment - Формат: CD, цифрове завантаження Трек-лист 1. «Dirt on My Leather» 2. «Hijack» 3. «I Hate You» (난 너 없이) 4. «Better and Better» 5. «Hope to Be Like You» (안녕이란 말도 함께)             | 4                       | - Південна Корея: 95,682  |
| Oo-Li            | - Реліз: 26 квітня 2023 - Лейбл: Edam Entertainment - Формат: CD, цифрове завантаження | 9                       | - Південна Корея: 82,078  |

### Сингл-альбоми
| Назва | Деталі альбому | Пікові позиції у чартах | Продажі                  |
| Назва | Деталі альбому | KOR                     | Продажі                  |
| ----- | --- | ----------------------- | ------------------------ |
| Set   | - Реліз: 15 березня 2021 - Лейбл: Yuehua Entertainment - Format: CD, цифрове завантаження Трек-лист 1. «Feel Like» 2. «Touché» (featuring Moon) 3. «Rebound» | 4                       | - Південна Корея: 89,577 |

### Сингли
| Назва                                                                            | Рік                    | Пікові позиції у чартах | Продажі                | Альбом                              |
| Назва                                                                            | Рік                    | KOR                     | Продажі                | Альбом                              |
| Як головний виконавець                                                           | Як головний виконавець | Як головний виконавець  | Як головний виконавець | Як головний виконавець              |
| -------------------------------------------------------------------------------- | ---------------------- | ----------------------- | ---------------------- | ----------------------------------- |
| «Baby Ride» (feat. Im Hyun-sik)                                                  | 2016                   | —                       | Н/Д                    | Baby Ride                           |
| «How Have You Been» (요즘 뭐 해)                                                 | 2016                   | —                       | Н/Д                    | Baby Ride                           |
| «Pool»                                                                           | 2018                   | —                       | Н/Д                    | Сингли поза альбомом                |
| «Different»                                                                      | 2018                   | —                       | Н/Д                    | Сингли поза альбомом                |
| «Meaningless» (아무의미)                                                         | 2018                   | —                       | Н/Д                    | Сингли поза альбомом                |
| «Love Me Harder» (파랗게)                                                        | 2020                   | —                       | Н/Д                    | Equal                               |
| «Bump Bump»                                                                      | 2020                   | 127                     | Н/Д                    | Woops!                              |
| «Feel Like»                                                                      | 2021                   | 22                      | Н/Д                    | Set                                 |
| «Lullaby»                                                                        | 2021                   | —                       | Н/Д                    | Сингл без альбому                   |
| «Kiss of Fire»                                                                   | 2021                   | —                       | Н/Д                    | Only Lovers Left                    |
| «Waiting»                                                                        | 2021                   | 35                      | Н/Д                    | Only Lovers Left                    |
| «I Hate You» (난 너 없이)                                                        | 2022                   | 102                     | Н/Д                    | Colorful Trauma                     |
| «Abyss»                                                                          | 2023                   | —                       | Н/Д                    |                                     |
| «Journey»                                                                        | 2023                   | —                       | —                      | Oo-Li                               |
| Як запрошений виконавець                                                         |                        |                         |                        |                                     |
| «Dream» (꿈) (Lee Gi-kwang feat. Luizy)                                          | 2017                   | —                       | Н/Д                    | ONE                                 |
| «Dance» (춤) (Eden feat. Woodz)                                                  | 2018                   | —                       | Н/Д                    | RYU: 川                             |
| «Wave» (파도) (Killagramz feat. Woodz)                                           | 2018                   | —                       | Н/Д                    | HUE.休                              |
| «Pick Up The Phone» (전화받아) (Park Ji-min feat. Kino, Woodz, NATHAN)           | 2018                   | —                       | Н/Д                    | jiminxjamie                         |
| «Bad» (KRIZ feat. Woodz)                                                         | 2018                   | —                       | Н/Д                    | Сингли поза альбомом                |
| «Bless You» (Primary Feat. Sam Kim, Woodz, ph-1)                                 | 2020                   | —                       | Н/Д                    | Сингли поза альбомом                |
| Колаборації                                                                      |                        |                         |                        |                                     |
| «Recipe» (with Flowsik)                                                          | 2016                   | —                       | Н/Д                    | Сингл без альбому                   |
| «Eating Alone» (혼밥) (with Im Hyun-sik)                                         | 2017                   | —                       | Н/Д                    | Sing For You - Seventh Story Change |
| «Drive» (with EDEN, Babylon)                                                     | 2018                   | —                       | Н/Д                    | EDEN_STARDUST.04                    |
| «—» релізи, що не потрапили у чарти або не були випущені у відповідних регіонах. |                        |                         |                        |                                     |

## Фільмографія

### Телешоу
| Рік  | Назва               | Роль               | Нотатки                                                | Прим.         |
| ---- | ------------------- | ------------------ | ------------------------------------------------------ | ------------- |
| 2016 | Show Me the Money 5 | Учасник шоу        | Епізоди 1–4                                            |               |
| 2019 | Produce X 101       | Учасник шоу        | Шоу на виживання; формування гурту X1 Зайняв 5-е місце |               |
| 2020 | King of Mask Singer | Учасник «Three GO» | Епізоди 269—270                                        | [ 23 ]        |
| 2021 | Time Out            | Ведучий            |                                                        | [ 24 ]        |
| 2021 | Mama The Idol       |                    |                                                        | [ 25 ]        |
| 2022 | Idol Radio          | Тимчасовий ді-джей | 2 сезон                                                | [ 26 ] [ 27 ] |

## Нотатки
1. ↑  Сингл «Love Me Harder» не потрапив у Gaon Digital Chart, але посів 10 місце у Download chart[21].
2. ↑  Сингл «Kiss of Fire» не потрапив у Gaon Digital Chart, але посів 69 місце у Download chart[22].